# Elaeagnus caudata
Elaeagnus caudata là một loài thực vật có hoa trong họ Elaeagnaceae. Loài này được Schltdl. ex Momiy. mô tả khoa học đầu tiên năm 1971.